# Bernhard Jacobowsky
Bernhard Jacob Jacobowsky, född 9 november 1893 i Uddevalla, död 14 januari 1984, var en svensk psykiater. Han var bror till Vilhelm Jacobowsky. 
Jacobowsky blev medicine licentiat vid Uppsala universitet 1922 och medicine doktor där 1929 på avhandlingen Liquorstudien bei progressiver Paralyse: mit besonderer Berücksichtigung der Veränderungen während der Impfmalaria. Han var läkare vid Uppsala hospital och asyl 1920–28, tf. överläkare vid Strängnäs hospital 1929–30, överläkare vid Västra Marks sjukhus i Örebro 1930–32, Ulleråkers sjukhus 1932–46, psykiatriska kliniken vid Akademiska sjukhuset i Uppsala 1946–60 och professor i psykiatri vid Uppsala universitet 1932–60. 
I sin gradualavhandling Liquorstudien bei progressiver Paralyse mit besonderer Berücksichtigung der Veränderungen während der Impfmalarie, vilken grundade sig på omfattande serologiska och kemiska undersökningar, påvisade han betydelsefulla förändringar i ryggmärgsvätskan vid malariabehandling av paralysi. Jacobowsky medverkade i Svensk uppslagsbok under signaturen J.B.J.
Jacobowsky var ledamot av Medicinalstyrelsens vetenskapliga råd 1935–63 och Medicinalstyrelsens rättspsykiatriska nämnd 1947–63. Han var ledamot av Finska läkaresällskapet, hedersledamot av Sveriges psykiatriska förenining och invaldes i Kungliga Vetenskaps-Societeten i Uppsala 1949. Han var inspektor för Göteborgs nation i Uppsala 1952–60.